# Chewy
Chewy是美国一家宠物食品和宠物相关产品的在线零售商，总部位于佛罗里达州达尼亚滩。2017年，Chewy被PetSmart以33.5亿美元收购，这是当时有史以来最大的一笔电商收购案。Chewy于2019年完成首次公开募股，募集资金達10亿美元。